# Паша, Юлиана

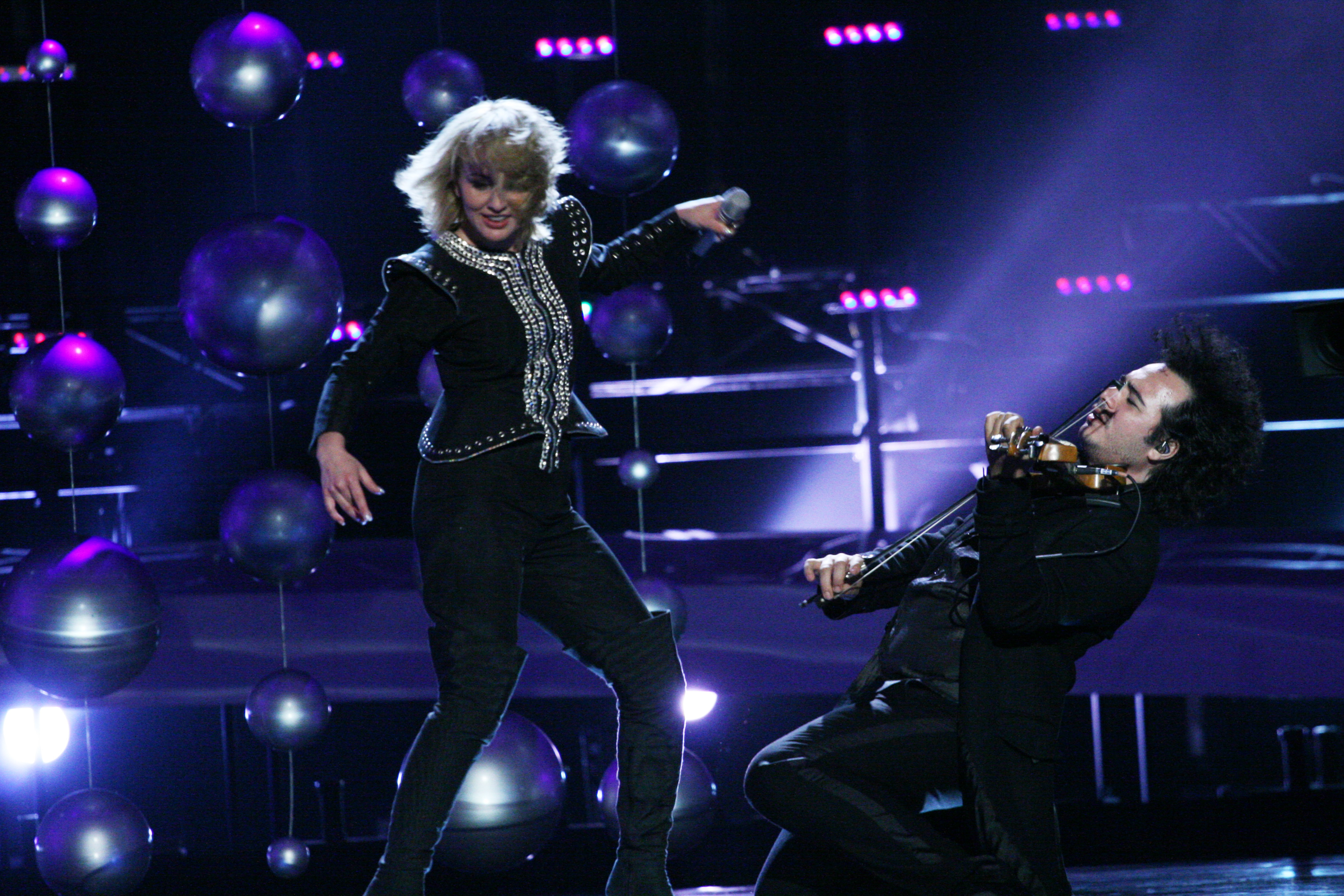
Евровидение-2010

Юлиа́на Па́ша (алб. Juliana Pasha; р. 20 мая 1980 года, Буррели) — албанская певица, участница конкурса Евровидение 2010 от Албании.
Юлиана Паша принимала участие в албанском национальном конкурсе песни Festivali i Këngës в 1998-м, 1999-м (получив специальный приз «Лучший новый исполнитель»), 2002-м, 2007-м, 2008-м и 2009-м годах. В 2007 году заняла на этом конкурсе третье место с песней «Një qiell te ri», а в 2008-м — второе с песней «Një jеtë», исполненной дуэтом с Луизом Эйлли. Также участвовала в других крупнейших фестивалях Албании: Mikrofoni i arte в 2002, 2003, 2005 годах и Kënga Magjike в 2005-м, 2008-м, 2010-м, 2012-м и 2015-м годах.
В 2009 году заняла первое место на Festivali i Këngës с песней «Nuk mundem pa ty». На конкурсе песни Евровидение 2010 исполнила её английский вариант под названием «It's All About You». В первом полуфинале выступала двенадцатой и заняла шестое место с 76 баллами, что позволило ей выйти в финал. В финале она выступила под номером 15 и заняла шестнадцатое место с 62 баллами.
Являлась членом жюри в первых выпусках албанской и косоварской версии шоу The X Factor.
Юлиана объявила[когда?] о выходе христианского CD на албанском и английском языках. Когда её спросили, насколько религия важна для неё, она ответила, что очень важна, поскольку певица верит в Бога и что она здесь благодаря Его помощи. Также она участвует в проекте «Ханна», борющимся с традициями вендетты в Албании.

## Награды
Евровидение-2010
| Год  | Номинируемая работа  | Категория | Результат |
| ---- | -------------------- | --------- | --------- |
| 2010 | «It’s All About You» | Участница | 16-я      |

Festivali i Këngës
| Год  | Номинируемая работа         | Категория            | Результат |
| ---- | --------------------------- | -------------------- | --------- |
| 1999 | «Degjoji zerat e larget»    | Лучший вокал         | Победа    |
| 2007 | «Një qiell i ri»            | Главное соревнование | Третья    |
| 2008 | «Një jetë (с Луизом Эйлли)» | Главное соревнование | Вторая    |
| 2009 | «Nuk mundem pa ty»          | Первенство           | Победа    |

Kënga Magjike
| Год  | Номинируемая работа                  | Категория         | Результат |
| ---- | ------------------------------------ | ----------------- | --------- |
| 2005 | «Ti Une»                             | Приз Ческа Задейи | Победа    |
| 2008 | «1000 Arsye»                         | Приз критиков     | Победа    |
| 2010 | «Sa e shite zemren (с Луизом Эйлли)» | Первенство        | Победа    |
| 2012 | «Diamant»                            | Лучший вокал      | Победа    |
| 2012 | «Diamant»                            | Third Prize       | Победа    |
| 2015 | «Vullkan»                            | Лучший вокал      | Победа    |
| 2015 | «Vullkan»                            | Третье место      | Победа    |

Награда Культа
| Год  | Номинируемая работа | Категория  | Результат |
| ---- | ------------------- | ---------- | --------- |
| 2016 | «Vullkan»           | Песня Года | Номинация |